# Steenkoolequivalent
Steenkoolequivalent (ook wel steenkolenequivalent of SKE) is een eenheid om (wereld)energievoorraden te kwantificeren. 1 kg SKE komt overeen met 29,31 megajoule.
De steenkoolequivalent wordt gebruikt om verschillende energiedragers met elkaar te vergelijken. De hoeveelheid energie in aardgas, aardolie of biobrandstoffen kan hiermee worden omgerekend naar steenkool en zo ook onderling vergeleken.